# Конференция атлантического побережья
Конференция атлантического побережья (англ. Atlantic Coast Conference) — спортивная студенческая лига в США, входящая в 1-й Дивизион NCAA. На данный момент в конференции состоят 15 университетских команд, соревнующиеся в 25 видах спорта. Входит в 6 сильнейших конференций американского студенческого спорта.

## Действующие члены
| Университет                                 | Команда                         |
| ------------------------------------------- | ------------------------------- |
| Бостонский колледж                          | Бостон Колледж Иглз             |
| Виргинский университет                      | Виргиния Кавальерс              |
| Политехнический университет Виргинии        | Виргиния Тек Хокис              |
| Технологический институт Джорджии           | Джорджия Тек Йеллоу Джекетс     |
| Университет Дьюка                           | Дьюк Блю Девилз                 |
| Клемсонский университет                     | Клемсон Тайгерс                 |
| Луисвиллский университет                    | Луисвилл Кардиналс              |
| Университет Майами                          | Майами Харрикейнс               |
| Университет Нотр-Дам                        | Нотр-Дам Файтинг Айриш          |
| Питтсбургский университет                   | Питтсбург Пантерс               |
| Университет Северной Каролины в Чапел-Хилле | Северная Каролина Тар Хилз      |
| Университет штата Северная Каролина         | Северная Каролина Стейт Вулфпэк |
| Сиракузский университет                     | Сиракьюс Орандж                 |
| Университет Уэйк-Форест                     | Уэйк Форест Димон Диконс        |
| Университет штата Флорида                   | Флорида Стэйт Семинолз          |